# 田結村
田結村（たゆいむら）は、長崎県北高来郡にあった村。1955年（昭和30年）に東隣の江ノ浦村と合併し、飯盛村となった。
現在の諫早市飯盛地域の西部にあたる。

## 地理
- 山：飯盛山、佐田岳、金比羅岳、松尾岳
- 島嶼：上ノ島、下ノ島
- 河川：田結川
- 港湾：千々石湾（橘湾）、田結港

## 沿革
- 1889年（明治22年）4月1日 - 町村制施行により、北高来郡田結村が単独村制にて発足。
- 1955年（昭和30年）2月11日 - 江ノ浦村と合併して飯盛村が発足し、田結村は自治体として消滅。

## 地名
名を行政区域とする。田結村は1889年の町村制施行時に単独で自治体として発足したため、大字は無し。
- 池下名（いけしも）
- 川下名
- 古場名
- 里名[2]

## 学校
- 田結小学校
- 田結中学校

## 名所・旧跡
- 経ノ岳台場（池下名）